# 蒙古不花
蒙古不花，蒙古帝国将领，为木华黎麾下都元帅。
他和吾也而领契丹女真乣军攻打辽西，平定张致。别率三千骑兵出倒马关，在台州击败武仙部将葛铁枪。平定河北懷州、孟州、卫州。入济南，嚴實归降。攻打延安，击败完颜合达。木华黎驻军渭南，派他过牛岭，攻打南宋鳳州。后来又跟随木华黎的儿子、嗣国王孛鲁攻克西夏银州。